# Meteorus humilis
Meteorus humilis är en stekelart som först beskrevs av Cresson 1872.  Meteorus humilis ingår i släktet Meteorus och familjen bracksteklar. Inga underarter finns listade i Catalogue of Life.